# KFC in het seizoen 1961/62
Het seizoen 1961/1962 was het zevende jaar in het bestaan van de Kooger betaaldvoetbalclub KFC. De club kwam uit in de Eerste divisie A en eindigde daarin op de 11e plaats, dit betekende dat de club rechtstreeks degradeerde naar de Tweede divisie. Tevens deed de club mee aan het toernooi om de KNVB Beker, hierin werd in de tweede ronde verloren van ZFC (0–1).

## Wedstrijdstatistieken

### Eerste divisie A
|       | AGOVV | Alkmaar '54 | BVV   | D.F.C. | DHC   | Eindhoven | Fortuna | Go Ahead | 't Gooi | Haarlem | Helmond | Leeuwarden | Sittardia | Stormvogels | SVV   | Veendam | Vitesse |
| ----- | ----- | ----------- | ----- | ------ | ----- | --------- | ------- | -------- | ------- | ------- | ------- | ---------- | --------- | ----------- | ----- | ------- | ------- |
| Thuis | 0 – 0 | 2 – 4       | 2 – 0 | 2 – 1  | 1 – 1 | 3 – 2     | 2 – 1   | 0 – 1    | 2 – 1   | 2 – 0   | 2 – 6   | 1 – 0      | 1 – 2     | 5 – 2       | 0 – 0 | 2 – 2   | 3 – 1   |
| Uit   | 3 – 0 | 3 – 2       | 2 – 2 | 0 – 0  | 0 – 0 | 3 – 0     | 5 – 1   | 1 – 1    | 2 – 1   | 0 – 1   | 0 – 1   | 0 – 0      | 2 – 1     | 0 – 3       | 1 – 0 | 3 – 0   | 1 – 1   |

### KNVB beker
| 2e ronde                                    | ZFC              | 1 – 0 (0 – 0) | KFC |
| 31 maart 1962 Plaats: Zaandam Westzanerdijk | Piet van der Bor |               |     |

## Statistieken KFC 1961/1962

### Eindstand KFC in de Nederlandse Eerste divisie A 1961 / 1962
| Stand | Gespeeld | Gewonnen | Gelijk | Verloren | Punten | Doelpunten voor | Doelpunten tegen |
| ----- | -------- | -------- | ------ | -------- | ------ | --------------- | ---------------- |
| 11e   | 34       | 12       | 10     | 12       | 34     | 44              | 50               |

### Topscorers
| #                    | Naam              | Goal |
| -------------------- | ----------------- | ---- |
| 1.                   | Henk van Vlierden | 15   |
| 2.                   | Wim Boer          | 7    |
| 3.                   | Cees Molenaar     | 4    |
| 3.                   | Jan Roseboom      | 4    |
| 5.                   | Dick Bosschieter  | 3    |
| 6.                   | Anton Haages      | 2    |
| 6.                   | Arie Hersche      | 2    |
| 6.                   | Ab Parrée         | 2    |
| 9.                   | Frans Keereweer   | 1    |
| 9.                   | Hans Paauwe       | 1    |
| 9.                   | Dick van Vlierden | 1    |
| Onbekende doelpunten |                   |      |
| –                    | Onbekend          | 2    |
| Totaal               | Totaal            | 44   |

| #      | Naam        | Goal |
| ------ | ----------- | ---- |
| –      | Geen speler | 0    |
| Totaal | Totaal      | 0    |